# Eduardo San Martin
Eduardo San Martin (Porto Alegre, 1953) é escritor e jornalista.

## Carreira
Frequentou a antiga Fundação Faculdade Católica de Medicina de Porto Alegre (atual UFCSPA - Un. Fed. Ciências da Saúde de POA) e a FAMECOS - Faculdade de Comunicação Social da PUC (Pontifícia Universidade Católica, RS). Jornalista profissional desde 1975, trabalhou na Folha da Manhã e Correio do Povo no Rio Grande do Sul, revistas Status, Leia Livros, Revista OAB-SP, Lira Paulistana e agência Unipress em São Paulo. Em 1983, deixou o Brasil em exílio voluntário. Em Londres, foi editor do Serviço Mundial da BBC (British Broadcasting Corporation), correspondente dos jornais O Globo e Diário do Sul. Trabalhou para O Globo em Lisboa. Nos Estados Unidos, a partir de 1993, foi correspondente da Agência RBS (jornais Zero Hora, Diário Catarinense e O Pioneiro), do Serviço Português da BBC para a África e information officer da ONU (Organização das Nações Unidas), em Nova York. Publica literatura desde 1972.[carece de fontes?]

## Prêmios
- Náufragos - Prêmio Açorianos – Narrativa Curta – 1999[1]
- A viagem do Pirata Richard Hawkins - Prêmio Açorianos – Especial do Júri – Narrativa Longa - 2002>
- 500 miligramas, com Elena Quintana (Grupo Perna de Pau), Prêmio Tibiquera, RS,1993;
- Jogos na Hora da Sesta,  de Roma Mahieu (trad./adapt.),teatro, Prêmio Projeto Mambembe, (dir. Paulo Albuquerque), 1978
- Contos de Piratas, de Arthur Conan Doyle (organização, trad. e notas) selecionado para o PNBE (Programa Nacional de Bibliotetas Escolares, Brasil),  2012-2013.

## Obras
Literatura
- FIGURAS DE SOMBRA (fáceis de fazer com as mãos), textos e técnicas para crianças, ilustrações de Phila Webb, Ed. Bestiário, 2023, ISBN  978-65-6056-005-5
- O Reino Animal, poemas nonsense à maneira de Ogden Nash, Ed. Bestiário, 2022, ISBN 978-65-997975-1-4
- Náufragos, Histórias da Era dos Descobrimentos, A&O, 4ª ed., 2009 - Título da 1ª ed.: Terra à Vista ISBN 8574210102[2]
- Bucaneiros da América[1] (adaptação. de original de J. Esquemeling), A&O, 2007, ISBN 9788574211350;
- A Viagem do Pirata Richard Hawkins, Artes e Ofícios Editora, 2ª Edição, 2005, ISBN 8574211109;
- Piratas - História Geral de Piratas Famosos, adaptação de original de Charles Johnson, A&O, 2ª ed, 2004, ISBN 857421096-X;
- O Caminho de Eldorado (adaptação. de A Descoberta da Guiana, de Walter Raleigh), A&O,  2002, ISBN 8574210757;
- O Poeta Terrorista do Pampa sem Fronteiras, Ed. Tchê, POA, 1988, ISBN 8530700253;
- O Círculo do Suicida, ilustrações de Maria Lydia Magliani,  Ed. Margem, POA, 1981

Traduções
- Um Diário do Ano da Peste, de Daniel Defoe (org. trad. e intro.) A&O, POA 3ª ed. 2014, ISBN 9788574210781;
- Contos de Piratas, de Arthur Conan Doyle (organização, trad. e notas) Ed.Hedra, SP, 2011, ISBN 9788577152520;
- Água/Water/Agua – Os últimos textos de Mario Quintana (do português para inglês e espanhol), A&O, POA, 2001, ISBN 8574210692;
- Uma noite com Sherlock Holmes, de Arhtur Conan Doyle (radio drama, BBC de Londres 1987);
- Vai Nessa!, de Marco Lombardo Radicce, Brasiliense, SP, 1982;
- Jogos na Hora da Sesta (teatro, de Roma Mahieu),  1978 (dir. Paulo Albuquerque) Prêmio Mambembe 78, Laboratório Cênico (dir. Carlos Pimentel), RJ, 2008;

Teatro
- Um Gaúcho em Nova York, opera-comix (com música de Kleiton Ramil), 1998;
- 500 miligramas, com Elena Quintana (Grupo Perna de Pau), Porto Alegre, RS,1992-97;

Adaptação, direção e produção:
- Letra e Música, de Samuel Beckett (trad. de Ivan Lessa), editado em fita cassete,BBC de Londres, nos 50 Anos do Serviço Brasileiro, 1988;
- Revista Pinter,  de Harold Pinter, (trad.de Ivan Lessa) editado em fita cassete nos 50 Anos do Serviço Brasileiro da BBC, Londres, 1988;
- Uma noite com Sherlock Holmes, de Arhtur Conan Doyle (radio drama, BBC de Londres 1987);

Em antologias:
- Contos do Novo Milênio (org. C. Kiefer), IEL, Instituto Estadual do Livro, RS, 2006, ISBN 5870633041]];
- Piratas (introdução), Col. Os 10 Maiores vol.5, Editora Abril, SP, 2005, ISBN 7893614027241]]</ref>;
- Português Instrumental, Dileta S. Martins e Lúbia Scliar Zilberknop, Ed. Sagra Luzzatto, 24ª ed., 2004, ISBN 8524103701]];
- Vício da Palavra, SP, 1976;
- Paisagens,RS, 1976;
- Teia Contos e Poemas Ed. Lume, PoA, 1975;
- Há Margem, Ed. Lume, PoA, 1974.